# Llano Grande (Costa Rica)
Llano Grande è un distretto della Costa Rica facente parte del cantone di Cartago, nella provincia omonima.